# حياة في الإدارة (كتاب)
حياة في الإدارة هي ترجمة ذاتية لغازي القصيبي، يتناول سيرته منذ مراحل التعليم الأولية وحتى قرار تعيينه سفيرًا في لندن عام 1992م. يعتبر الكتاب من أبرز مؤلفاته، إذ بلغ عدد طبعاته أكثر من 19 طبعة، وأدرجت وزارة التعليم السعودية الكتاب كمقرر ضمن مناهج التعليم الثانوي في عام 2018م بهدف اطلاع الطلاب على (علم الإدارة) الذي يتناوله المؤلف في كتابه من خلال تجربته الواقعية.
يروي المؤلف تجربته وطريقة إدارته المناصب التي تولاها، ويحكي بعض المواقف والطرائف والعقبات التي واجهته، ويستخلص منها بعض التوجيهات للإداريين عامة والشباب خاصة.

## نبذة
في عام 1998، صدر الكتاب بطبعته الأولى عن المؤسسة العربية للدراسات والنشر (بيروت)، بلغ عدد صفحاته أكثر من 300 صفحة من الحجم المتوسط، وتطرق الكتاب الى مواضيع عديدة، حيث تحدث غازي القصيبي عن والده الذي وصفه بالحزم، ولحياته الأولى في مملكة البحرين.
```
في حياته في المدرسة الابتدائية، ذكر أول حكاية له مع الواسطة، عندما لم يتجاوز إحدى المواد في الابتدائية، لولا تدخل الواسطة، ثم في مصر، حيث التحق بإحدى الجامعات المصرية بكلية الحقوق، ومنها تعرف على البيروقراطية، والفساد الإداري.
```

من خلال مسيرته العملية، ذكر القصيبي نصائح عديدة لكل إداري ناشئ، فمع منصبه بوصفه عميدًا لكلية التجارة، قدم لهم هذه النصيحة "افتح المجال أمام الآخرين، وسوف يذهلك ما تراه من منجزاتهم".

## الكتاب ضمن مقررات وزارة التعليم
في مارس 2018، دشن وزير التعليم السابق الدكتور أحمد العيسى كتاب "حياة في الإدارة"، وذلك بعد اعتماده ضمن مقرر مادة المهارات الإدارية لطلاب المرحلة الثانوية.

## ملخص الكتاب
احتوى الكتاب على الكثير من النقاط المهمة، وتم اختصارها في النقاط الآتية:
- التقدم بعملية الإدارة، وإجراء الإصلاحات اللازمة لها، يحتاج إلى وقت وخطوات متراكمة، فكل من يتولى الإدارة، يضع بصمته، ويقدم خدماته، ليأتي من يخلفه، فيجد أساسًا يبني عليه.
- تولي الإدارة بنجاح، يقتضي أن يتمتع المدير بالحزم والرحمة معًا، فلا يصلح أحدهما دون الآخر.
- دور المؤسسة له بالغ الأهمية في نجاحها، وهذا لا يتعارض مع دور الأفراد، ولا ينقص من أهميته.
- ارتفاع سقف الطموح والتطلع لتحقيق أعلى درجة من الأرباح، هو المحرك الأساسي نحو الاجتهاد والنجاح.
- القوة في الإدارة وما ينتج عنها من صلاحيات السلطة، يعني خضوع الأفراد لرغبة المدير والالتزام بما يحدده، وهذا لا يتأتى إلا بدافعٍ من ثلاثة، الخوف من الحساب، أو الطمع في تحصيل الثواب، أو دافع الحب أو الاحترام.
- من أسباب إعاقة العمل والنجاح، أن المتقاعسين عن العمل لا يكتفون بتقاعسهم، بل يسعون لتثبيط همم غيرهم، وإبعادهم عن العمل.
- النجاح التدريجي، الذي يُنال بالكد والتعب هو ما يسعد الإنسان، أما النجاح السهل والوصول إلى المناصب بلا كد، فلا قيمة له عند من أدركه.
- لا يمكن اتخاذ قرارات صائبة إلا بالاعتماد على معلومات كافية.
- الطرح المبسط لأي مادة، هو سر التشويق فيها من ثم تحقيق الاستفادة.
- الحياة يمكنها أن تستوعب كل الناجحين مهما كان عددهم، ومن ثَمَّ فلا مبرر لربط النجاح بفشل الآخرين.
- من حولك من الأهل والأصدقاء يمكنهم التكيف والتعايش مع فشلك، ولكن يشق عليهم التكيُّف أو التعايش مع نجاحك.
- ضريبة الفشل باهظة، ومكافأة النجاح أيضًا غالية.
- الصديق الحقيقي، هو الذي ينجح في كل اختبارات الحياة، يتقبل ضعفك ولا يسعى لاستغلال قوتك، يقبلك في كل أحوالك، بلا غرض ولا مصلحة.
- التعامل مع المواقف، يقتضي أن تملك الصلاحيات المناسبة للتعامل.
- الديمقراطية سلوك، وليست مجرد نص.
- هناك صنفان من الإداريين، أحدهما هجومي، والآخر دفاعي، أما الأول فيبادر بالقرارات، ويتعامل مع المشكلات بمجرد حدوثها، في حين أن الثاني يؤجل القرارات والتعامل مع المشكلات، حتى تصبح غير قابلة للتجاهل. الأول يدير المؤسسة من خلال احتكاكه بالأفراد، أما الثاني فمن خلال مكتبه فقط. الأول لا يزعجه الجدل بينما الثاني يتجنب أن يكون مثارًا لأي جدل.
- على الإداري الناجح أن يختبر ما تقدمه المؤسسة بنفسه ويقيّمه.
- لا شيء يضطرك إلى التركيز على المطروح، أكثر من غياب البدائل.
- يلمح الكاتب في أكثر من موضع إلى اعتبار الكفاءة في التواجد في أي منصب، وتجاهل ما عداها من اعتبارات عاطفية أو شخصية.
- الإداري الناجح، هو من يعرف القرارات الصحيحة، ويستطيع اتخاذها في الوقت المناسب، ثم تنفيذها.
- الرغبة في الإصلاح يلزمها صلاحية وسلطة، والاثنان يلزمهما وعيٌ إداريٌّ فاعل.
- الاحتكاك بالجماهير فرصة ذهبية لأي مسؤول.
- لا ينبغي على الإداري أن يستحي من جهله، بل يجب عليه أن يسعى إلى اكتساب ما يصقل خبراته.
- اختيار المساعدين من ذوي الخبرة والكفاءة نصف الحل، والقدرة على التعامل معهم هو النصف الآخر.
- إذا كنت مديرًا تبحث دائمًا عن كلمة نعم، فأنت بحاجة إلى اقتناء جهاز تسجيل، أما من يسعى للاستعانة بعقول واعية، فليستعد لسماع كلمة لا كثيرًا.
- لا يتمكن أي مسؤول من الإشراف الفعال والكامل على مرؤوسين، يزيد عددهم عن سبعة أو ثمانية أشخاص.
- يوجه الكاتب نصيحةً لصانع القرار، مفادها، أنه إذا رأى كفاءة مسؤولٍ ما، لا يفرضه على أي وزير، ولكن يجعله وزيرًا، فهذا يضمن مزيدًا من النجاح والتقدم.
- الإدارة تقتضي القدرة على تحمل أخطاء من هم دونك.

## اقتباسات من الكتاب
- الحديث عن الرسائل المنفعلة يقودني إلى الحديث عن حيلة بسيطة يستعملها اللوبي الصهيوني بفعالية قاتلة. لا يمكن لمتحدث عربي أن يتكلم دون أن يحضر الاجتماع عدد من الصهاينة أو المتعاطفين معهم. يلزم هؤلاء الهدوء حتى تنتهي فترة المحاضرة وتبدأ فترة الأسئلة. وبعد بضعة أسئلة استفزازية ينجح هؤلاء في إثارة المحاضر الذي يفقد أعصابه ويفقد الجمهور الذي كسبه. كنت أعجب وأنا أرى محاضرًا عربيًا ذكيًا بعد محاضر عربي ذكي يقع في هذا الفخ. يبدو أن الدراسة الصهيونية المستمرة للعقلية العربية لا تفتأ تعطي أروع النتائج
- وهناك حيلة يلجأ إليها الصهاينة لجعل أي كتاب يودون رواجه رائجًا. يذهب أعضاء في المنظمات الصهيونية إلى مكتبات صغيرة يعرفون، سلفًا، أن الكتاب لا يوجد لديها ويطلبون نسختين أو ثلاث نسخ، ويفعلون هذا عبر الولايات المتحدة كلها. تلجأ المكتبات، بطبيعة الحال، إلى طلب نسخ أكثر من الكتاب استعدادا لطلبات أخرى. يُفاجأ الناشر في نيويورك بآلاف الطلبات التي تنهال على الكتاب من كل مكان. يدخل الكتاب، تلقائيًا، قائمة «الكتب الأكثر رواجًا» حيث يبقى هناك عدة أسابيع أو عدة شهور. بعبارة أخرى، يستطيع ألف إنسان، بتكاليف محدودة، جعل أي كتاب مغمور كتابًا مشهورًا. كم تبدو سهلة وفعّالة هذه الطرق، وكم يبدو عجيبًا ومذهلًا عجزنا عن استخدامها.
- إن أي نجاح لايتحقق إلا بفشل الاخرين هو في حقيقته هزيمة ترتدي ثياب النصر.
- يمكن تلخيص أسلوبي في التدريس على النحو التالي: لا يمكن للمادة أن تكون مفيدة ما لم تكن مشوقة، ولا يمكن أن تكون مشوقة ما لم تكن مبسطة، ولا يمكن أن تكون مفيدة ومشوّقة ومبسطة مالم يبذل المعلم أضعاف الجهد الذي يبذله الطالب.

## وصلات خارجية
- فصول مسموعة من كتاب حياة في الإدارة
- آراء القراء حول كتاب حياة في الإدارة على موقع أبجد
- الكتاب فكرة عن كتاب حياة في الإدارة